# 하나조노역 (교토부)
하나조노역(일본어: 花園駅, はなぞのえき 하나조노에키[*])은 일본 교토부 교토시 우쿄구에 위치한 서일본 여객철도의 역이다.

## 역 구조
섬식 승강장으로 1면 2선의 승강장을 가진 고가역으로, 교토 방면 복선·소노베 방면 단선의 교환이 가능한 역이다. 같은 시기에 고가화된 니조 역과 같은 특징을 가지고 있는데 개찰구는 지상, 승강장은 2층에 있다. 지상과 승강장 간은 엘리베이터, (상행) 에스컬레이터, 그리고 2개의 계단으로 연결되어 있다. 승강장 중앙에 대합실이 있다.
이코카 및 제휴 교통카드의 사용이 가능하다.

### 승강장
| 1 | ■ 사가노 선 | 교토 방면                        |
| 2 | ■ 사가노 선 | 가메오카 · 소노베역 · 후쿠치야마 |

## 승차량 변동
엔마치 역이 개업한 이후 많은 승객이 엔마치 역을 이용하면서 승차량이 감소했다.
| 연도      | 승차량 | 승차량 | 승차량 | 승차량 | 승차량 | 승차량 | 승차량 | 승차량 | 승차량 | 승차량 | 비고  |
| 연도      | 1998년 | 1999년 | 2000년 | 2001년 | 2002년 | 2003년 | 2004년 | 2005년 | 2006년 | 2007년 | 비고  |
| --------- | ------ | ------ | ------ | ------ | ------ | ------ | ------ | ------ | ------ | ------ | ----- |
| JR 서일본 | 5854   | 5871   | 5262   | 4284   | 4049   | 3956   | 3939   | 4071   | 4090   | 3960   | [ 1 ] |

## 역사
- 1898년 1월 1일: 교토 철도의 니조 역 ~ 사가 역 간의 노선 신설에 따라 개업하였다.
- 1907년 8월 1일: 국유화에 따라 일본국유철도의 노선이 되었다.
- 1909년 10월 12일: 노선 명칭 제정에 따라 교토 선의 일부가 되었다.
- 1912년 3월 1일: 노선 명칭 개정에 따라 산인 본선의 일부가 되었다.
- 1987년 4월 1일: 민영화에 따라 서일본 여객철도의 소속이 되었다.
- 2003년 11월 1일: 이코카의 사용이 가능해졌다.

## 인접정차역
| 서일본 여객철도 산인 본선 | 서일본 여객철도 산인 본선 | 서일본 여객철도 산인 본선 |
| ------------------------- | ------------------------- | ------------------------- |
| 엔마치 교토 방면          | ■ 사가노 선 보통          | 우즈마사 소노베 방면      |